# 浙江大学医学院

学部标志

浙江大学医学部是隶属于浙江大学的医学院校。低年级临床专业本科生在紫金港校区就读，高年级临床本科生搬迁往华家池校区，基础医学系研究生在紫金港校区就读，转化医学院研究生在华家池校区。

## 历史
前身浙江医科大学是中国最早的医学院校之一，1952年由老浙江大学所属的医学院、浙江医学专门学校合并成立浙江医学院。1960年浙江医学院更名为浙江医科大学。
1998年，浙江大学、浙江医科大学、杭州大学、浙江农业大学合并组建为新的浙江大学，浙江医科大学校本部更名为浙江大学西校区（即浙江大学湖滨校区），2009年4月29日再次更名为浙江大学医学部（包含医学院和药学院）。
现任医学部主任是中国科学院院士、神经生物学博士段树民。
2007年，浙大医学院成为新加坡卫生部门承认的八所中国大陆医学院之一。

## 院系设置
医学部设有基础医学院、公共卫生学院、临床医学一系、临床医学二系、临床医学三系、口腔医学院、护理系和药学院共8个院系，拥有8家附属医院。有教职员工、医护人员1万余人，其中中国科学院院士1人，中国工程院院士3人，博士生导师212人，硕士生导师663人。现在读4000余医学生，其中800余博士生。
学部有八年制医学博士、七年制医学硕士、四年制药学本科、五年制临床医学本科（国际留学生）等专业，拥有基础医学、临床医学、口腔医学、药学4个一级学科博士点，5个博士后流动站。
有4个国家重点学科、1个传染病诊治国家重点实验室和15个省部级重点实验室。获9项国家科技进步奖和科技发明奖。

## 附属医院

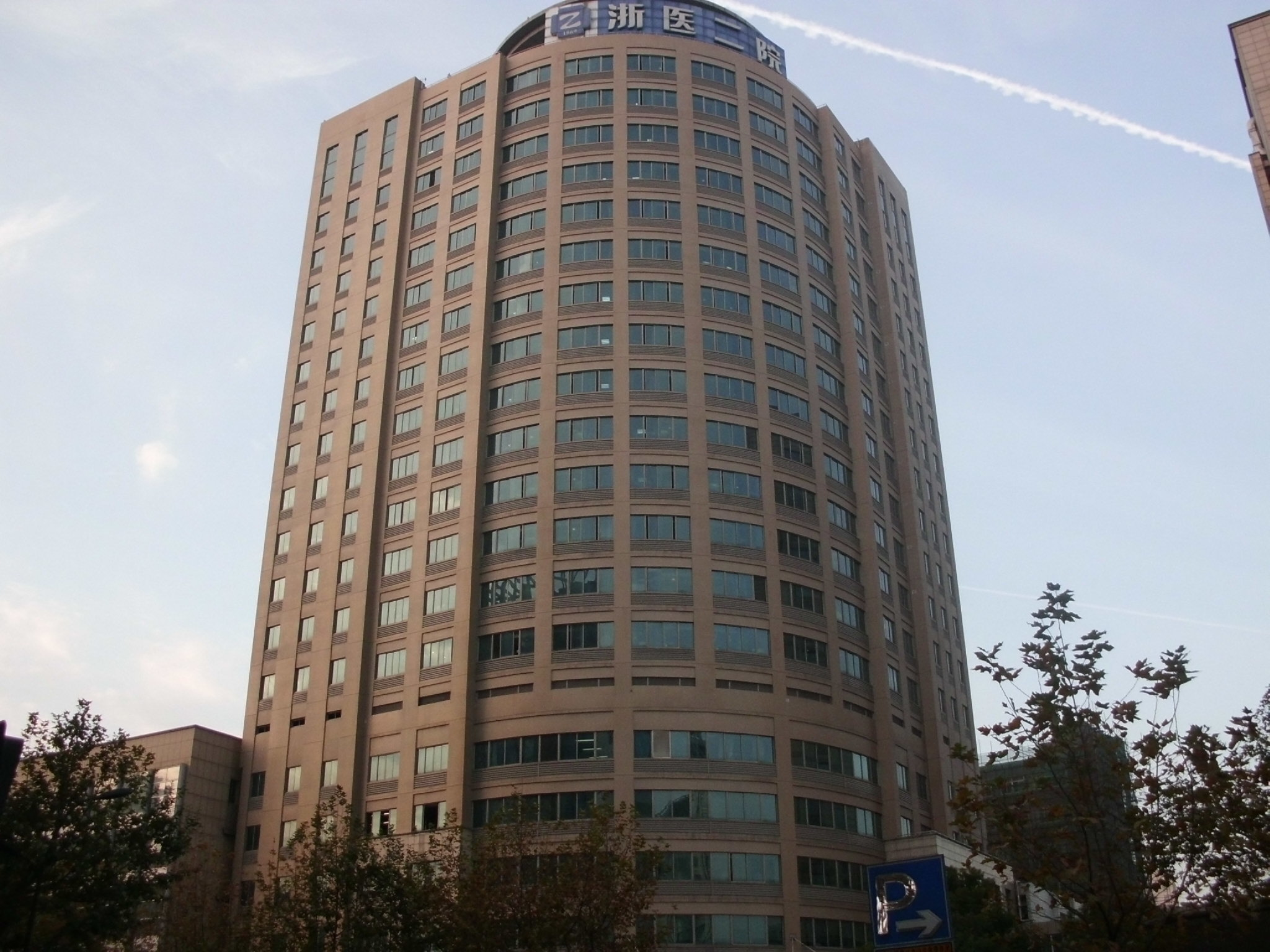
浙医二院大楼

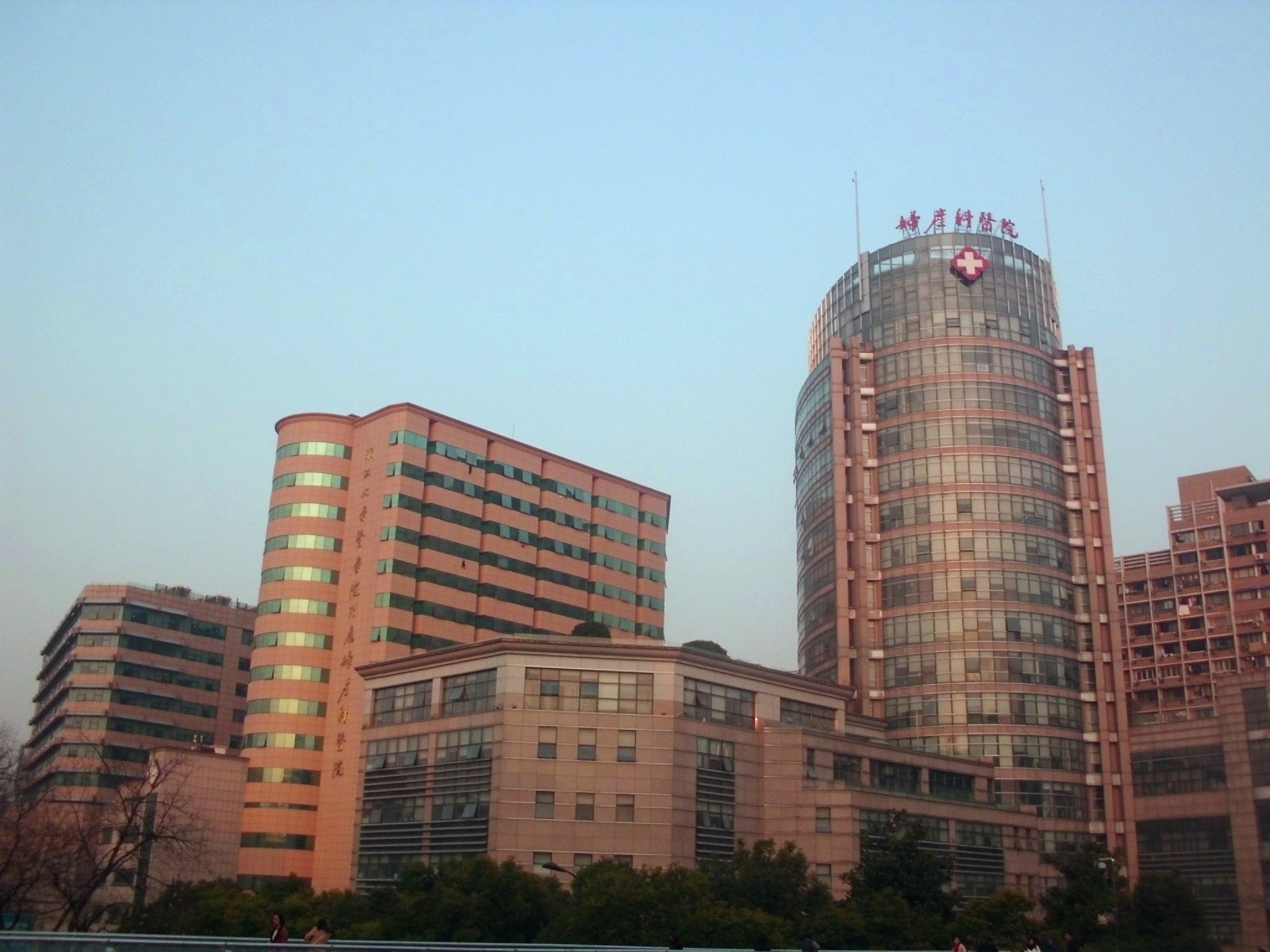
妇产科医院

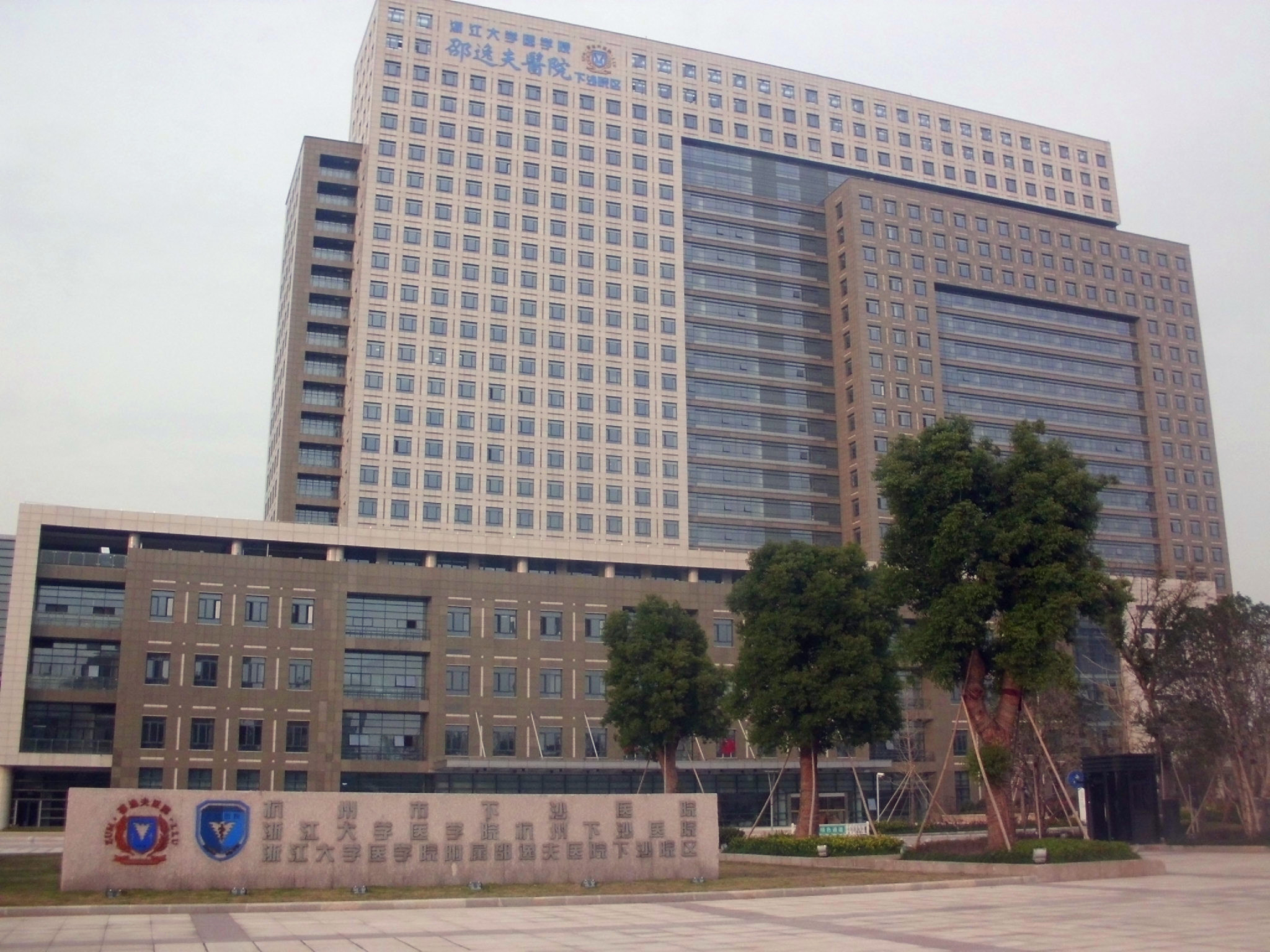
下沙医院

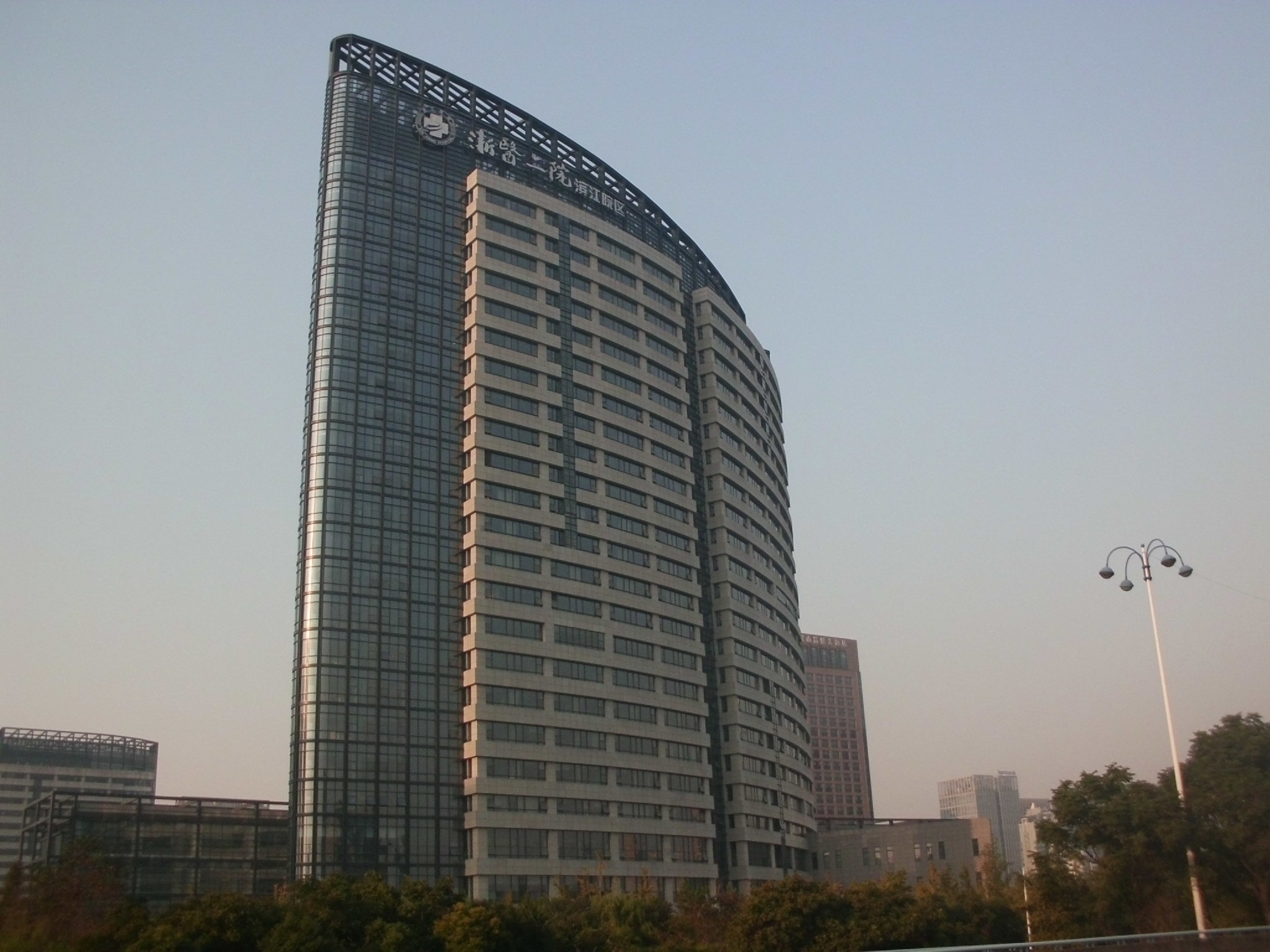
滨江医院

- 附属第一医院（包括之江院区和余杭院区）
- 附属第二医院（包括滨江医院、眼科医院）
- 附属邵逸夫医院（包括下沙医院）
- 附属妇产科医院
- 附属儿童医院
- 附属口腔医院
- 附属义乌医院

## 医学杂志
- 中华急诊医学杂志
- 中国高等医学教育
- HPBD.(INT)
- 世界儿科杂志
- 中国实用肿瘤杂志
- 浙江大学学报（医学版）
- 全科医学临床与教育
- 健康人生